# Florin Fodor

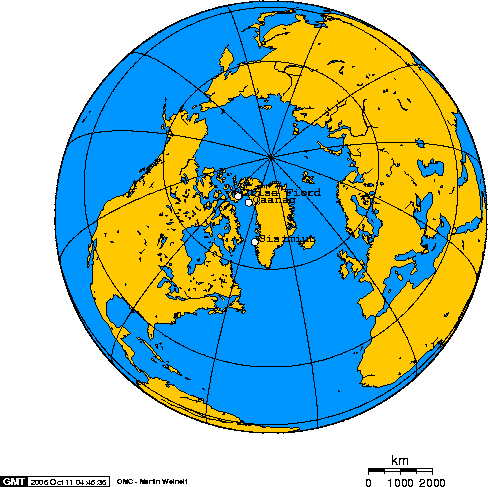
Sisimiut, Groenlanda și Fiordul Grise, Nunavut, punctele finale ale călătoriei lui Florin Fodor.

Florin Fodor este un român care a ajuns ilegal în Canada.
Fodor a fost deportat pentru prima dată din Canada în 2000. A fost deportat din nou în 2006, când se spune că s-a întors la familie în Canada.
Potrivit caporalului poliției regale canadiene Tim Waters, încercarea lui Fodor de a intra în Canada pe apă, din Groenlanda, a fost fără precedent și periculoasă. 
Fodor a părăsit Sisimiut, Groenlanda, la 11 septembrie 2006, într-o barcă din fibră de sticlă pe care a cumpărat-o acolo. A ajuns la Grise Fiord opt zile mai târziu, pe 18 septembrie 2006. Când Fodor a ajuns în Fiordul Grise, aproape că nu mai avea mâncare și mai rămăseseră doar cinci litri de combustibil.